# Foekje Dillema
Foekje Dillema (* 18. September 1926 in Burum; † 5. Dezember 2007 in Kollum) war eine niederländische Athletin, bekannt für ihre starken Sprints. In ihrer nur kurzen aktiven Zeit brach sie in der Disziplin des 200-Meter-Laufs den Rekord von Fanny Blankers-Koen und wird auch als „Frieslands größte Läuferin“ bezeichnet. Weil Dillema sich weigerte, sich einer gemäß IAAF verpflichtenden Geschlechtsüberprüfung zu unterziehen, sperrte sie der niederländische Athletikbund KNAU lebenslang. Nach ihrem Tod zeigten DNA-Untersuchungen, dass Dillema Besonderheiten der Geschlechtschromosomen aufwies. Das gilt als Hinweis auf eine Intergeschlechtlichkeit (Intersexualität). Dillema hatte sowohl männliche als auch weibliche Geschlechtsmerkmale.

## Leben
Foekje Dillema wurde am 18. September 1926 als dritte Tochter einer Familie mit insgesamt acht Kindern geboren und wuchs in einfachen Verhältnissen auf. Ihr Vater war als Gelegenheitsarbeiter, u. a. beim Deichbau, tätig. Der Großvater, bei dem die gesamte Familie wohnte, war Kraftstoffhändler. In ihrer Kindheit galt sie als schönes Mädchen. In der Pubertät, als die Menstruation ausblieb, aber dafür Bartwuchs und Stimmbruch einsetzten, war sie zuweilen Spötteleien ausgesetzt. Sie arbeitete bei verschiedenen Familien als Haushaltshilfe; eine Tätigkeit, der sie bis ins Alter verbunden blieb.

### Entdeckung
Im Frühjahr 1948, mit 21 Jahren, wurde Dillema Mitglied im Turnerverein Vlugheid en Kracht in Kollum (V&K Kollum, bestehend von 1886 bis 1960, übersetzt etwa: Schnelligkeit und Kraft). Die Sportlerin fiel dort auf, da sie eine besonders schnelle und kraftvolle Läuferin war. „Eines Abends […] haben wir [im Verein] ein Spiel gespielt, bei dem man um Stangen herumlaufen musste. Der Trainer sagte: ‚Kind, du musst in die Leichtathletik‘“. Im Frühjahr 1948 lief Dillema ihr erstes Rennen im friesischen Dorf Buitenpost und gewann mit Abstand. Am 13. Juni 1948 gab sie ihr offizielles sportliches Debüt. Sie lief die 100 Meter in 12,8 Sekunden und im Finale in 13 Sekunden. Einen Monat später schaffe sie 11,9 Sekunden und stellte somit eine ernste Bedrohung für die damals sehr beliebte Sportlerin Fanny Blankers-Koen dar, die mit 11,7 Sekunden den Rekord hielt. Die Erfolge der niederländischen Delegation bei den Olympischen Sommerspielen 1948 in London bestärkten sie in ihrem Entschluss Profi-Sportlerin zu werden. In jenem Sommer wurde sie Mitglied des Leichtathletikvereins Vitesse in Leeuwarden (heute A.V. Lionitas).

### Internationale Wettbewerbe

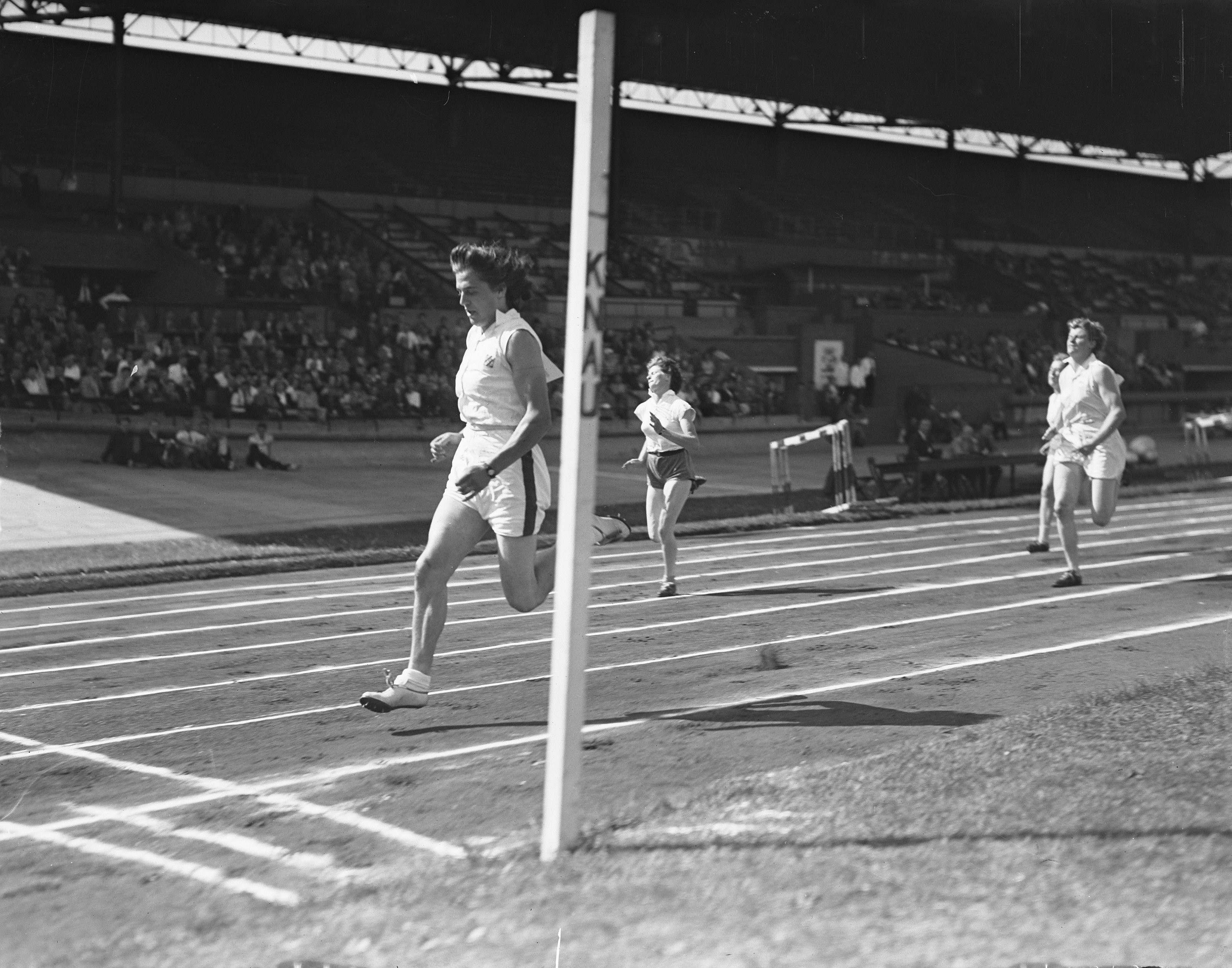
Foekje Dillema (Amsterdam, August 1949)

Dillema bekam ihre Chance im Sommer 1949 und versilberte sie im Feyenoord-Stadion gegen eine italienische Teilnehmerin und triumphierte über die große Favoritin Sylvia Cheeseman. Zunächst war sie die letzte Läuferin im Feld der 4-mal-100-Meter-Staffel und verwandelte ihren eigentlich hoffnungslosen Rückstand letztlich in einen Sieg. Nach diesem spektakulären Überholrennen kletterten 20.000 Zuschauer begeistert auf die Bänke. Die Friesin wurde mit einer „Dampfwalze“ verglichen, die ihre Konkurrenz überrollte, und sie verliehen ihr den Ehrentitel „Athlete of the match“. Fanny Blankers-Koen, die zuvor 1948 vier Goldmedaillen bei den Olympischen Spielen gewonnen hatte, war abwesend, sie wollte nicht „auf einen verkleideten Mann treffen“, wie sie es ausdrückte. Auch die unterlegene Cheeseman bezeichnete sie seinerzeit wie auch heute noch als „Mann“.

### Suspendierung

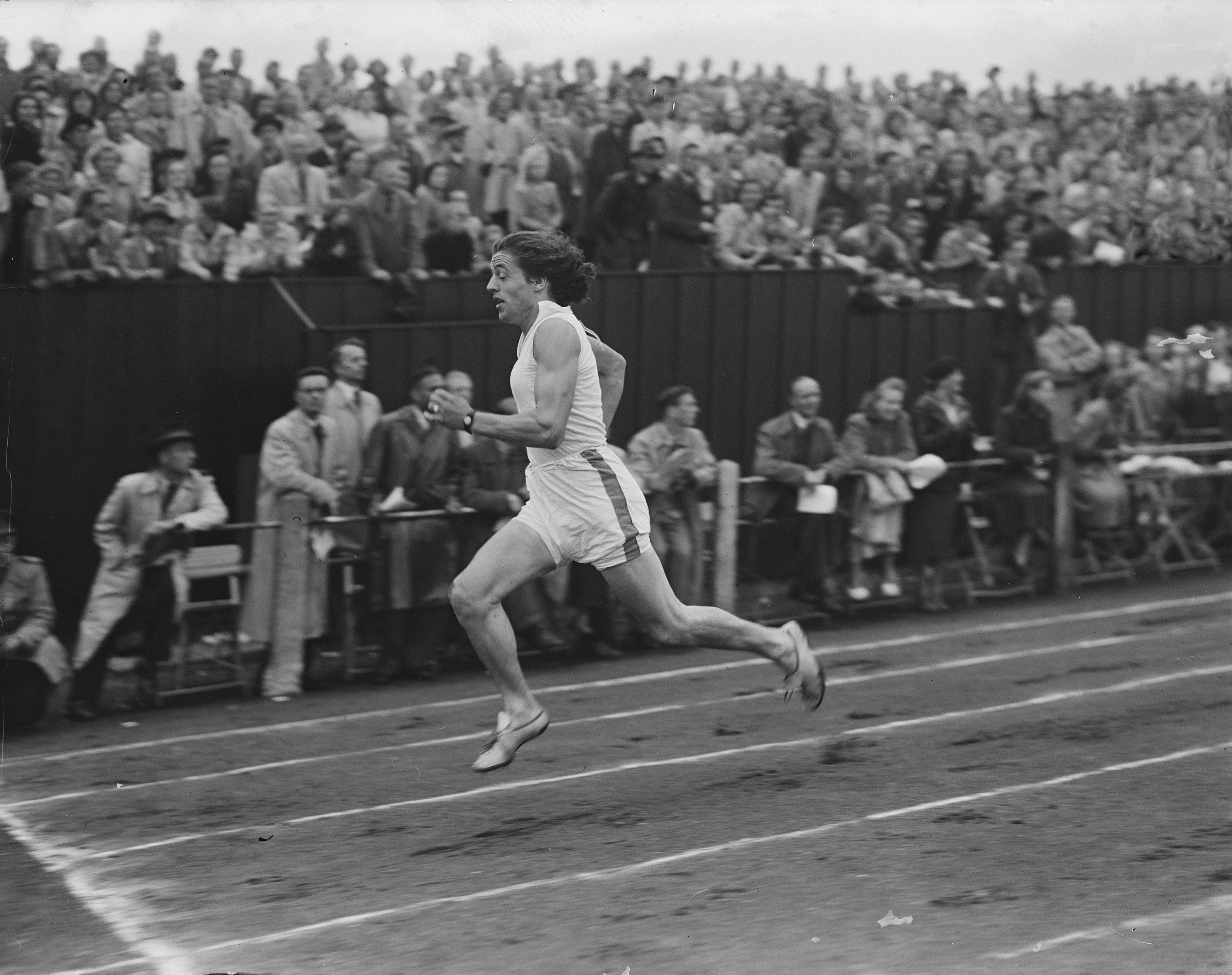
Foekje Dillema (Staffel in Groningen am 12. Juli 1950)

Um an den Leichtathletik-Europameisterschaften 1950 in Brüssel teilnehmen zu können, sollte sie sich einem durch das IAAF für alle teilnehmenden Sportler verpflichtend angeordneten Geschlechtstest unterziehen. Am 8. Juli 1950 wurden die niederländischen Sportlerinnen im Krankenhaus HMC Westeinde (Den Haag) einer gynäkologischen Untersuchung unterzogen. Dillema weigerte sich jedoch daran teilzunehmen. Das Protokoll der Vorstandssitzung der KNAU vom selben Tag lautet: „F. Dillema hat die Untersuchung abgesagt. Tonnis de Vries soll sie bei Bedarf kontaktieren“. Am 13. Juli 1950 sollte Dillema mit der niederländischen Mannschaft nach Frankreich reisen, um einen internationalen Wettkampf zu bestreiten. Ein Telegramm des Vorstands erreichte sie vor ihrer Abreise aus Burum zu spät. Am Bahnhof Amsterdam Centraal wurde ihr dann eröffnet, sie sei lebenslang suspendiert, weil sie – in Dillemas Worten – „kein Mädchen war“. In der Liste der niederländischen Leichtathletikrekorde der 200-Meter-Läufe wurde ihr Rekord von 24,1 Sekunden gelöscht. Laut ihrem Biografen, dem niederländischen Sporthistoriker Max Dohle, war der Grund für die Suspendierung ihre Weigerung zur Prüfung zu gehen.

### Entschuldigung der KNAU
Kurz nach ihrem Tod erkannte die KNAU Dillemas persönlichen Rekord beim 200-Meter-Lauf wieder an. In einem persönlichen Gespräch mit einem Neffen Dillemas entschuldigte sich die KNAU, vertreten durch ihren Direktor Rien van Haperen, für die Art und Weise, wie Dillema nach der Suspendierung ihrem Schicksal überlassen wurde.

### DNA-Untersuchung
Am 20. Juli 2008 sendeten die VPRO und NPO 1 in dem Magazin Andere Tijden Sport einen dokumentarischen Beitrag über Foekje Dillema. Ihre DNA, gewonnen aus abgefallenen Hautzellen in ihrer Kleidung, wurde mit Zustimmung ihrer nächsten Angehörigen in der Abteilung für Forensische Molekularbiologie der Universitätsklinik der Erasmus-Universität Rotterdam untersucht. In der Probe wurde ein männliches Y-Chromosom nachgewiesen. Eine weitere Besonderheit war, dass das Verhältnis der X-Chromosomen zu den Y-Chromosomen laut Befund des untersuchenden Biologen Anton Grootegoed zwischen 1:1 und 1:4 variierte. Grootgoed kam zu dem Schluss, dass Dillema sehr wohl eine Frau war.
Diese sehr seltene genetische Kombination gehört jedoch zu den intergeschlechtlichen Merkmalen. Dillema hatte möglicherweise kleine interne, unfruchtbare Hoden, die – für eine Frau – viel Testosteron produzierten. Infolgedessen bekam Dillema eine tiefe Stimme, leichtes Bartwachstum und eine erhöhte Muskelmasse. Dillema hatte eine Hyperandrogenämie.

#### Hintergrund
In einer wissenschaftlichen Publikation über Ballantynes Forschung stellen die Autoren fest, dass es in der geschlechtlichen Werdung eine Entwicklung von Intergeschlechtlichkeit gab. Nach Angaben der Autoren war Dillema ein genetisches Mosaik mit 46 XX-Chromosomen (weiblicher Genotyp) und 46 XY-Chromosomen (männlicher Genotyp).
Nach Befruchtung mit einem Y-Chromosom würden unvollständige Zellteilungen (Non-Disjunction) zuerst eine Zelle XXY bilden und bei späterer Zellteilung möglicherweise Zellen mit zwei X-Chromosomen und Zellen mit XY-Chromosomen. Beide Zelltypen treten dann im gesamten Körper nebeneinander auf. Die Verteilung der XX- und XY-Zellen in der Gonade eines Embryos bestimmt die Bildung weiblicher oder männlicher Gonaden (Eierstöcke oder Hoden). Wenn es viele XX-Zellen gibt, entwickeln sich die Gonaden zu Eierstöcken. Wenn es viele XY-Zellen gibt, entwickeln sich Hoden.

### Biografie
Dillemas Biograf Max Dohle vermutet, dass die junge Sportlerin um ihre Intergeschlechtlichkeit wusste und deshalb die Untersuchung verweigerte. Sowohl die Stichting Atletiekerfgoed, eine Stiftung für niederländische Sportgeschichte, als auch Max Dohle kommen zu dem Schluss, dass Dillema suspendiert wurde, weil der Leichtathletikverband (zu Recht) vermutete, dass sie sowohl männliche als auch weibliche sexuelle Merkmale hatte. Die Atletiek Unie nannte sie daher einen Kween, das niederländische Wort für Zwitter, ein damals üblicher, heute für Menschen politisch unkorrekter Begriff für ein uneinheitliches Geschlecht. Diese Annahme erwies sich anhand der kurz danach erfolgten, posthumen Untersuchung als richtig. Nach der Suspendierung wurde Dillema – ihrer Familie zufolge unter äußerster Geheimhaltung – im Universitätsklinikum Groningen „mit ihren Drüsen geholfen“ („geholpen aan haar klieren“). Es ist anzunehmen, dass hier die rudimentären Hoden entfernt wurden (Kastration).
Die Praxis der Geschlechtsüberprüfung wurde vom IAAF erstmals in den 1950ern verpflichtend eingeführt, um verdächtige Sportlerinnen, vornehmlich aus dem Ostblock, die des in Wirklichkeit männlichen Geschlechts verdächtigt wurden und somit beim Frauensport im Wettbewerbsvorteil wären, zu enttarnen.
Zwischen 1950 und 2015 wurden so Dutzende Sportlerinnen suspendiert. Dillema war das erste Opfer dieser neuen Tests. 1968 führte auch das IOC diese Überprüfungen ein. Diese Geschlechtstests wurden jedoch von vielen als erniedrigend eingestuft, deshalb wurden die Richtlinien 2011 von der IAAF und dem IOC überarbeitet. Danach müssen sich weibliche Athleten, bei denen durch das Vorliegen eines für Männer typischen Androgenwertes ein Wettbewerbsvorteil gegenüber anderen Frauen vermutet wird, einer androgensenkenden Behandlung unterziehen, wenn sie weiterhin an Wettkämpfen unter Frauen teilnehmen wollen. Im Mai 2011 hatte bereits die IAAF entsprechende Regeln eingeführt. Ausschlag hierfür gab die Suspendierung der südafrikanischen Läuferin über 800 Meter Caster Semenya.
Im Juni 2017 präsentierte die IAAF eine Studie, die zeigte, dass Frauen nur auf mittleren Distanzen von einem höheren Testosteronspiegel profitieren. Diese Studie zeigte, dass eine hyperandrogene Läuferin wie Foekje Dillema auf den 200 Metern keinen Vorteil hatte.

### Nach ihrem Tod

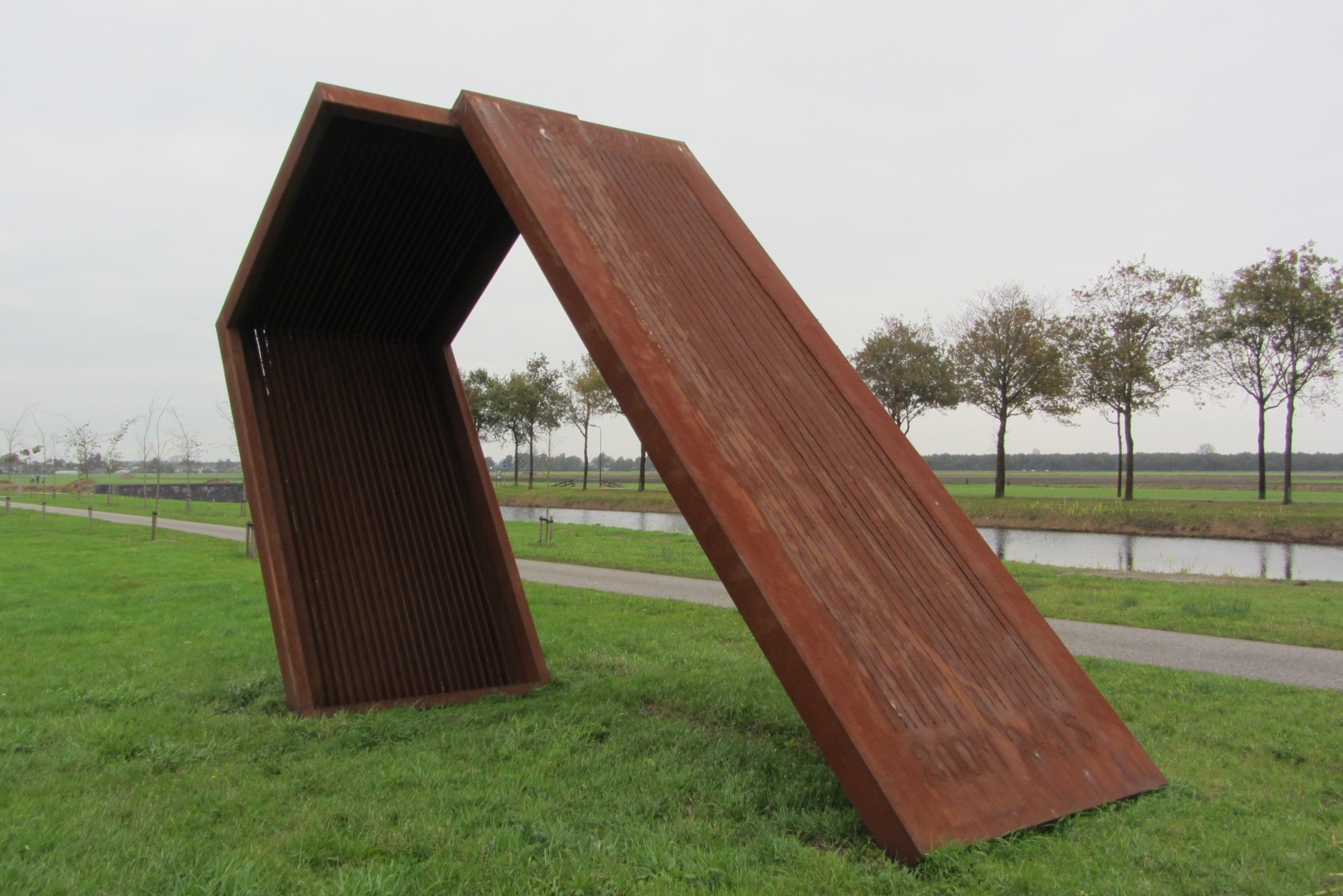
Denkmal für Foekje Dillema

Nach der Suspendierung nahm Dillema ihre Tätigkeiten als Haushaltshilfe wieder auf und gab auf freiwilliger Basis Gymnastikunterricht in Burum. Sie weigerte sich weiterhin, offen über die Angelegenheit ihrer Sperre zu sprechen. Sie starb am 5. Dezember 2007 und wurde drei Tage später in Burum beigesetzt. Im August 2011 wurden eine goldene sowie eine bronzene Medaille Dillemas entwendet.
2014 wurde in Oranjewoud ein Denkmal für sie errichtet. Die Skulptur von Ids Willemsma zeigt zwei laufende Beine, ausgeführt in Cortenstahl. Das Kunstwerk wurde 2018 nach Leeuwarden versetzt (Sportpark Nijlân). In Burum selbst wurde am 31. Mai 2014 ebenfalls ein Denkmal für Foekje Dillema enthüllt: ein schmuckloser Bildstock mit einer grünen Lotusblume inmitten (hergestellt vom Künstler Jan Smeets).

## Persönliche Bestleistungen
| Disziplin | Leistung       | Datum           | Ort       |
| --------- | -------------- | --------------- | --------- |
| 100 m     | 12,1 s         | 21. August 1949 | London    |
| 200 m     | 24,1 s (ex-NR) | 18. Juni 1950   | Amsterdam |

## Rangliste

### 100 m
- 1949:  Olympischer Tag in Amsterdam – 12,2 s
- 1949:  Länderspiel England-Frankreich-Niederlande – 12,1 s

### 200 m
- 1948: Vierter Nederlands Kampioenschap (NK) in Eindhoven
- 1949:  Länderspiel Niederlande-Italien – 24,8 s
- 1949:  Länderspiel England-Frankreich-Niederlande – 24,6 s
- 1950:  Olympischer Tag in Amsterdam – 24,1 s (NR)

### 4 × 100 m
- 1949:  NK Staffel in Rotterdam – 51,1 s (mit Vitesse)
- 1949:  Interl. Niederlande-Italien – 49,2 s

### Staffellauf 200-100-80-60 m
- 1949:  NK Staffel in Rotterdam – 56,1 s (mit Vitesse)